# Valentine Roux
Pour les articles homonymes, voir Roux (patronyme) et Roux.
Valentine Roux née en 1956 à Belleville sur Saône est une archéologue française, directrice de recherche au CNRS, membre du laboratoire Préhistoire et technologie. Elle est spécialiste des productions céramique au Proche-Orient, entre le Ve et le IIe millénaire avant J.-C, mais également des études ethnoarchéologiques, particulièrement en Inde,.
Elle étudie comment les traditions de la céramiques ont  évolué dans ces sociétés complexes du Levant Sud et Nord.
Elle a élaboré des méthodes d'investigations innovantes entre archéologie et anthropologie. Elle est auteure et éditrice d'ouvrages sur la technologie des céramiques, elle a aussi coordonné l'écritures d'autres ouvrages sur ce champ de recherche.
Elle travaille à l'élaboration d'un référentiel pour déterminer efficacement les traits techniques et stylistiques des céramiques.
En 2015, elle a reçu la médaille d'argent du CNRS,,.
En 2016, Chevalier de la Légion d'honneur.

## Biographie
En 1979, Valentine Roux obtient un Master en préhistoire de l'université Paris 1 Panthéon-Sorbonne.
En 1983, elle acquiert un doctorat en histoire à l'université Paris 10 - Nanterre,,. Sa thèse est une étude ethno-archéologique sur les méthodes de broyage à Tichitt en Mauritanie, qui lui permet de faire une corrélation entre la méthode de broyage et les modes d'occupation du site et donc de l'organisation sociale des populations semi-nomades et sédentaires qui se côtoient entre groupe d'agriculteurs noirs et groupes d'éleveurs arabes. Cette étude est publiée en 1985.
Elle est recrutée en tant que chargée de recherche au CNRS, au centre de recherche archéologique en 1991,.
En 2010, elle devient directrice de recherche à l'UMR 7055 Préhistoire et Technologie à l'Université Paris-Nanterre,.
En 2010, elle publie dans le journal spécialisé, les nouvelles de l'archéologie, une étude sur une lecture anthropologique des assemblages céramiques.
Depuis 2013, elle est coordinatrice du projet Dynamiques de diffusion des techniques et styles céramiques (DIFFCERAM) au sein de l'agence nationale de la recherche. Elle a été éditrice scientifique pour la revue de l'association européenne d'archéologie des techniques The Arkeotek Journal.
Elle collabore au Journal of Archaeological Method and Theory (en),
En 2019 son livre Ceramics and Society: A Technological Approach to Archaeological Assemblages", écrit en collaboration avec Marie-Agnès Courty, encourage les archéologues à aborder le traitement et l'enregistrement des assemblages de poterie différemment, en s'éloignant d'une focalisation sur la typologie pour comprendre la poterie d'un point de vue technologique.
Elle a dirigé et participé à l'évaluation d'un grand nombre de thèses sur des traditions céramiques de civilisations variées en différents endroits du monde.
Elle donne de nombreuses conférences,, .

## Honneurs et récompenses
- 2015 : Médaille d'argent du CNRS[26].
- 2016 : Chevalier de la Légion d'honneur
- 2020 : Gagnante du Prix international de la Fondation Fyssen 2020 - Archéologie / Technologie et Techniques : évolution et transmission dans les populations humaines

### Ouvrages
- [1985] Le matériel de broyage, étude ethno-archéologique à Tichitt (R.I. Mauritanie), éds. recherches sur les civilisations, mémoire n° 58, 1985 (résumé).
- [1990] Le tour du potier : spécialisation artisanale et compétences techniques, Paris, éds. du CNRS, coll. « CRA-Monographies » (no 128), 1990, 168 p. (ISBN 2-222-04474-X, résumé).
- [2000] Cornaline de l'Inde. Des pratiques techniques de Cambay aux techno-systèmes de l'Indus  (préf. Jean-Claude Gardin), Paris, Editions de la MSH, 2000, xxxvi + 557 (résumé, présentation en ligne).
- [Bril & Roux 2002] Blandine Bril et Valentine Roux, Le geste technique : réflexions méthodologiques et anthropologiques, éds. Erès, coll. « Tip » (no 14), novembre 2002, 309 p. (présentation en ligne).
- [Roux & Bril 2005] (en) Valentine Roux et Blandine Bril, Stone knapping: The Necessary Conditions for a Uniquely Hominin Behaviour (monographie), McDonald Institute, janvier 2005, 275 p. (ISBN 1902937341, résumé).
- [2009] (en) Techniques and people: anthropological perspectives on technology in the archaeology of the proto-historic and early historic periods in the Southern Levant, Paris, éds. de Boccard, 2009.
- [2016] Des céramiques et des Hommes. Décoder les assemblages archéologiques, Paris, Presses universitaires de Paris Ouest, 2016.
- [2019] (en) Ceramics and Society: A Technological Approach to Archaeological Assemblages, 2019 (ISBN 978-3-030-03972-1 et 3-030-03973-0, OCLC 1089003251, présentation en ligne).

### Articles
- [1997] « Cognition et archéologie : habiletés impliquées dans les techniques du passé », Journal des anthropologues, no 70 « Anthropologie et cognition »,‎ 1997, p. 51–62 (DOI 10.3406/jda.1997.2046, lire en ligne [sur persee]).
- [Gardin et Roux 2004] (en) Jean-Claude Gardin et Valentine Roux, « The Arkeotek project: a European network of knowledge bases in the archaeology of techniques », Archeologia e Calcolatori, no 15 « New Frontiers of Archaeological Research. Languages, Communication, Information Technology »,‎ 2004, p. 25-40 (lire en ligne [sur researchgate.net]).
- [2007] (en) « Ethnoarchaeology : a non historical science of reference necessary for interpreting the past », Journal of Archaeological Method and Theory, vol. 14, no 2,‎ 2007, p. 153-178 (lire en ligne [PDF] sur halshs.archives-ouvertes.fr).
- [Bril et al. 2017] (en) Blandine Bril, Valentine Roux, Catherine Lara et Anne-Lise Goujon, « Persisting technological boundaries: Social interactions, cognitive correlations and polarization », Journal of Anthropological Archaeology,‎ 2017
- [Roux & Manzo 2018] (en) Valentine Roux et Gianluca Manzo, « Social Boundaries and Networks in the Diffusion of Innovations: a Short Introduction », Journal of Archaeological Method and Theory, vol. 25,‎ septembre 2018, p. 967–973 (lire en ligne).
- [Manzo et al. 2018] (en) Gianluca Manzo, Simone Gabbriellini, Valentine Roux et Freda Nkirote M’Mbogori, « Complex Contagions and the Diffusion of Innovations: Evidence from a small-N study », Journal of Archaeological Method and Theory,‎ octobre 2018 (résumé).
- [Roux & Gabbriellini 2019] (en) Valentine Roux et Simone Gabbriellini, « Firing Structures and Transition Period in Rajasthan (India, 2005-2015). Unstable Choices before Definitive Selection », dans Ilaria Caloi & Charlotte Langohr, Technology in Crisis. Technological changes in ceramic production during periods of trouble, Presses universitaires de Louvain, coll. « Journal of Archaeological Method and Theory » (no de l'AEGIS series), janvier 2019, sur researchgate.net (lire en ligne), p. 35-44.
- [Harush et al. 2020] (en) Ortal Harush, Valentine Roux, Avshalom Karasik et Leore Grosman, « Social signatures in standardized ceramic production – A 3-D approach to ethnographic data », Journal of Anthropological Archaeology, vol. 60,‎ décembre 2020 pages= 1-13 (lire en ligne [sur academia.edu]).